# Nikolas Dyhr
Nikolas Langberg Dyhr (Stensballe, 13 giugno 2001) è un calciatore danese, difensore del Randers.

## Caratteristiche tecniche
È un terzino sinistro.

## Carriera

### Club
Cresciuto nel settore giovanile del Midtjylland, debutta in prima squadra l'11 agosto 2019 in occasione dell'incontro di Superligaen vinto 2-0 contro l'Horsens; il 17 gennaio 2021 viene ceduto in prestito all'Horsens per giocare con più continuità.
Il 30 gennaio 2023 viene ceduto in prestito ai belgi del Kortrijk.
L'8 gennaio 2024 viene acquistato dagli statunitensi del St. Louis City.

### Nazionale
Ha giocato in tutte le nazionali giovanili danesi comprese tra l'Under-16 e l'Under-21.

## Statistiche
Statistiche aggiornate al 14 marzo 2021.

### Presenze e reti nei club
| Stagione        | Squadra         | Campionato      | Campionato | Campionato | Coppe nazionali | Coppe nazionali | Coppe nazionali | Coppe continentali | Coppe continentali | Coppe continentali | Altre coppe | Altre coppe | Altre coppe | Totale | Totale | Totale |
| Stagione        | Squadra         | Comp            | Pres       | Reti       | Comp            | Pres            | Reti            | Comp               | Pres               | Reti               | Comp        | Pres        | Reti        | Pres   | Reti   |        |
| --------------- | --------------- | --------------- | ---------- | ---------- | --------------- | --------------- | --------------- | ------------------ | ------------------ | ------------------ | ----------- | ----------- | ----------- | ------ | ------ | ------ |
| 2019-2020       | Midtjylland     | SL              | 15         | 0          | CD              | 0               | 0               | UEL                | 0                  | 0                  |             | -           | -           | 15     | 0      |        |
| 2020-gen. 2021  | Midtjylland     | SL              | 3          | 0          | CD              | 0               | 0               | UCL                | 0                  | 0                  |             | -           | -           | 3      | 0      |        |
| gen.-giu. 2021  | Horsens         | SL              | 7          | 0          | CD              | 0               | 0               |                    | -                  | -                  |             | -           | -           | 7      | 0      |        |
| Totale carriera | Totale carriera | Totale carriera | 25         | 0          |                 | 0               | 0               |                    | 0                  | 0                  |             | -           | -           | 25     | 0      |        |

## Palmarès

### Club

#### Competizioni nazionali
- Coppa di Danimarca: 1

Midtjylland: 2021-2022